# Bulbophyllum phalaenopsis
Bulbophyllum phalaenopsis är en orkidéart som beskrevs av Johannes Jacobus Smith. Bulbophyllum phalaenopsis ingår i släktet Bulbophyllum och familjen orkidéer. Inga underarter finns listade i Catalogue of Life.

## Bildgalleri

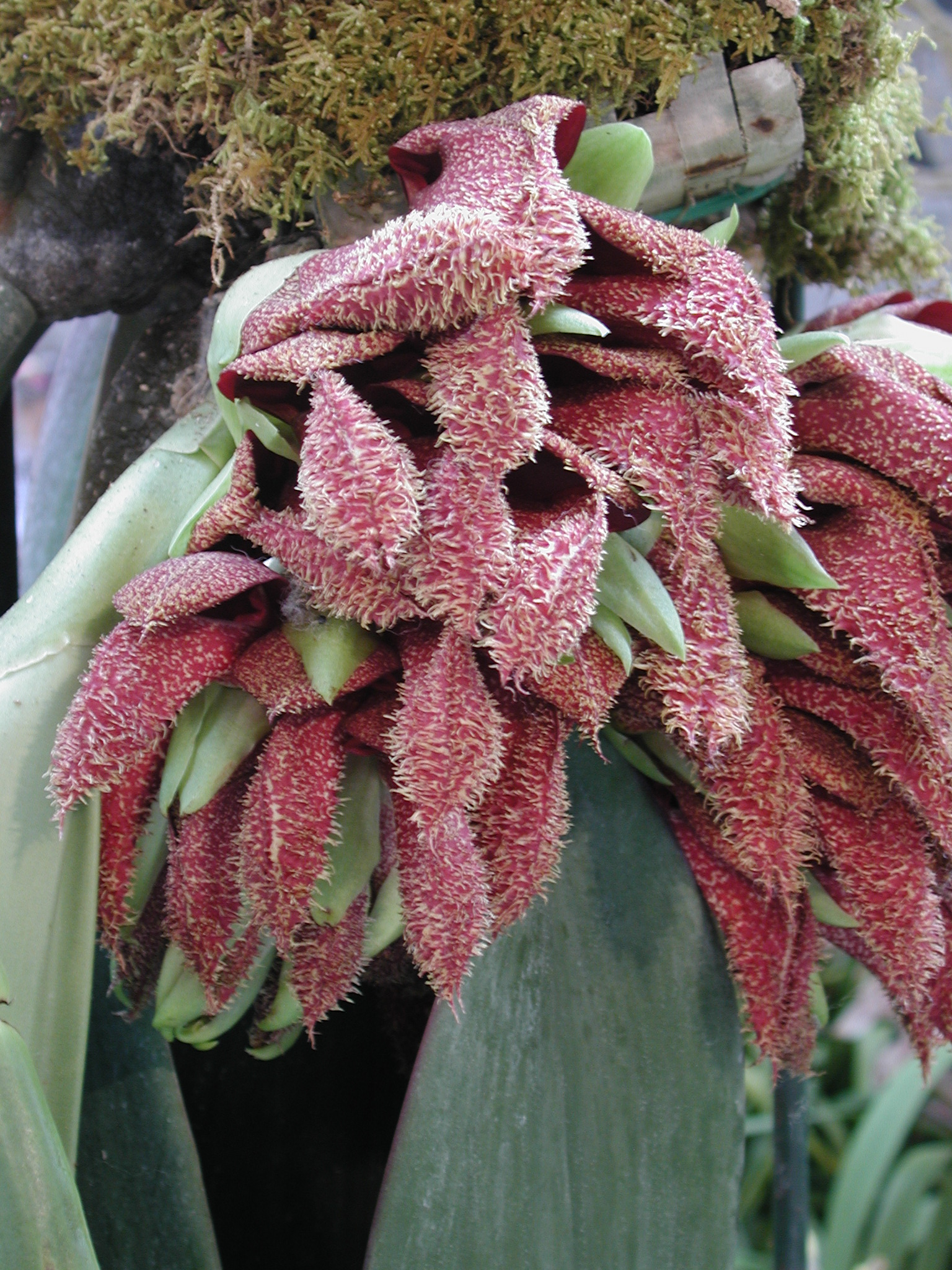
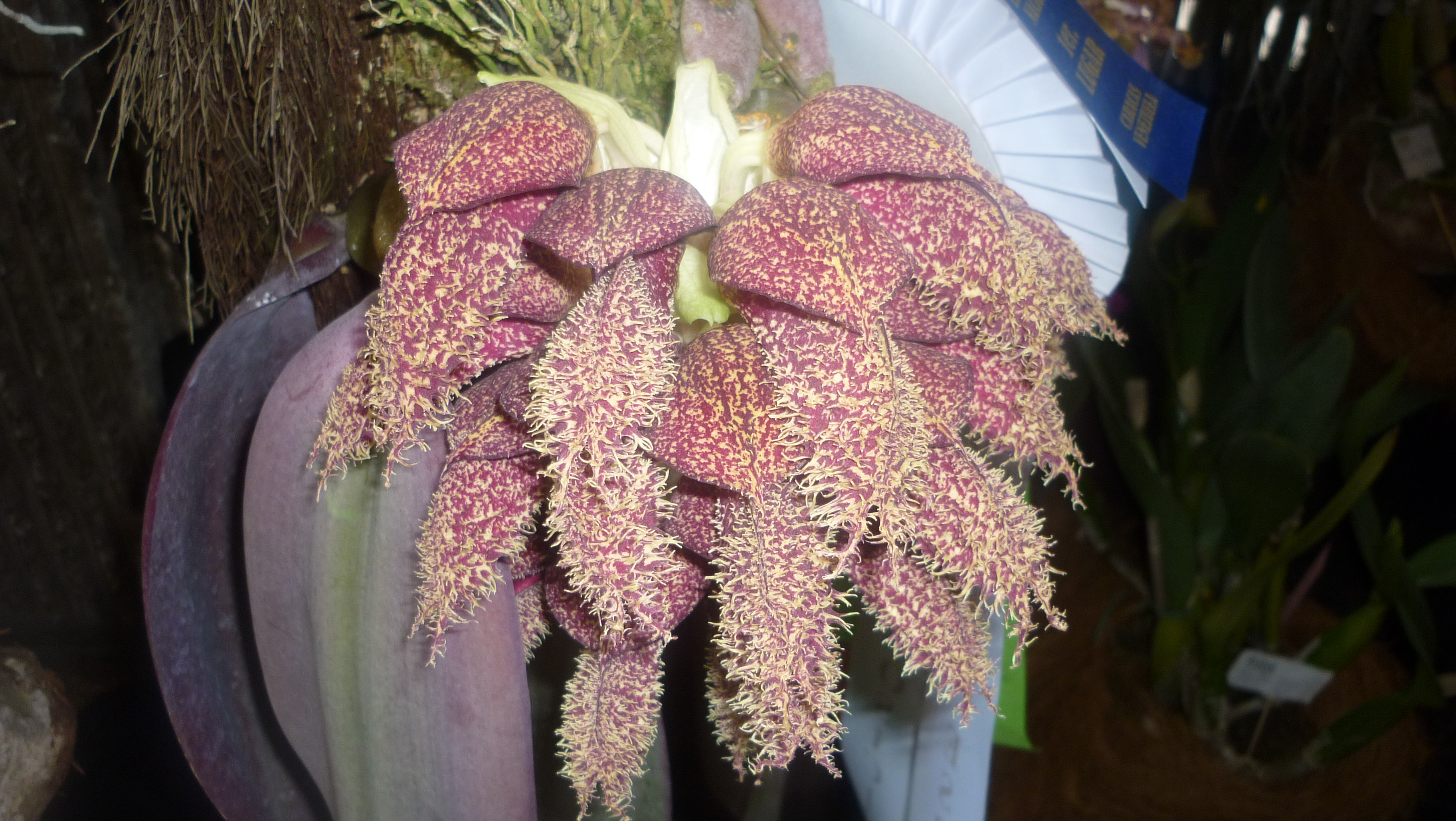
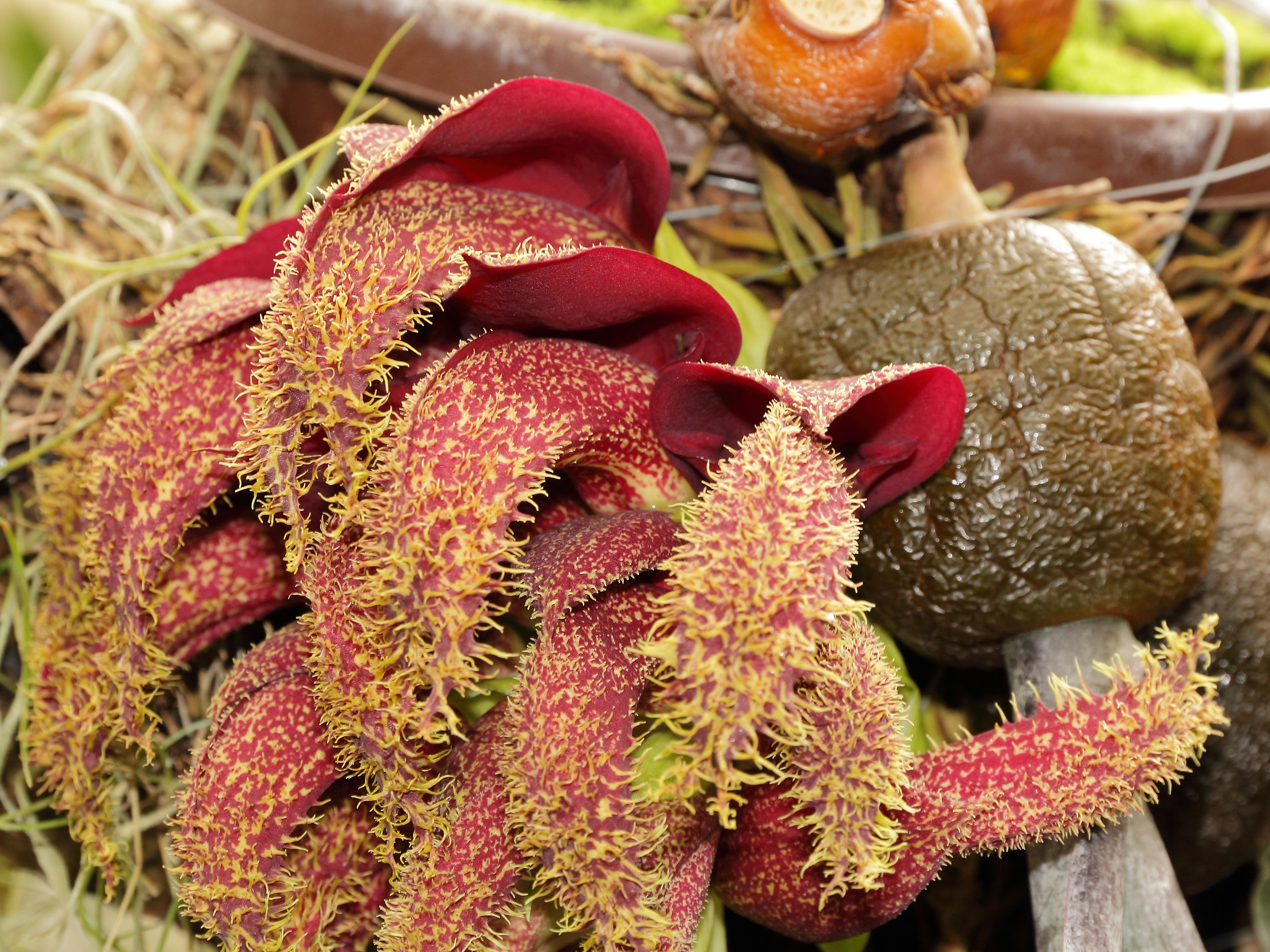
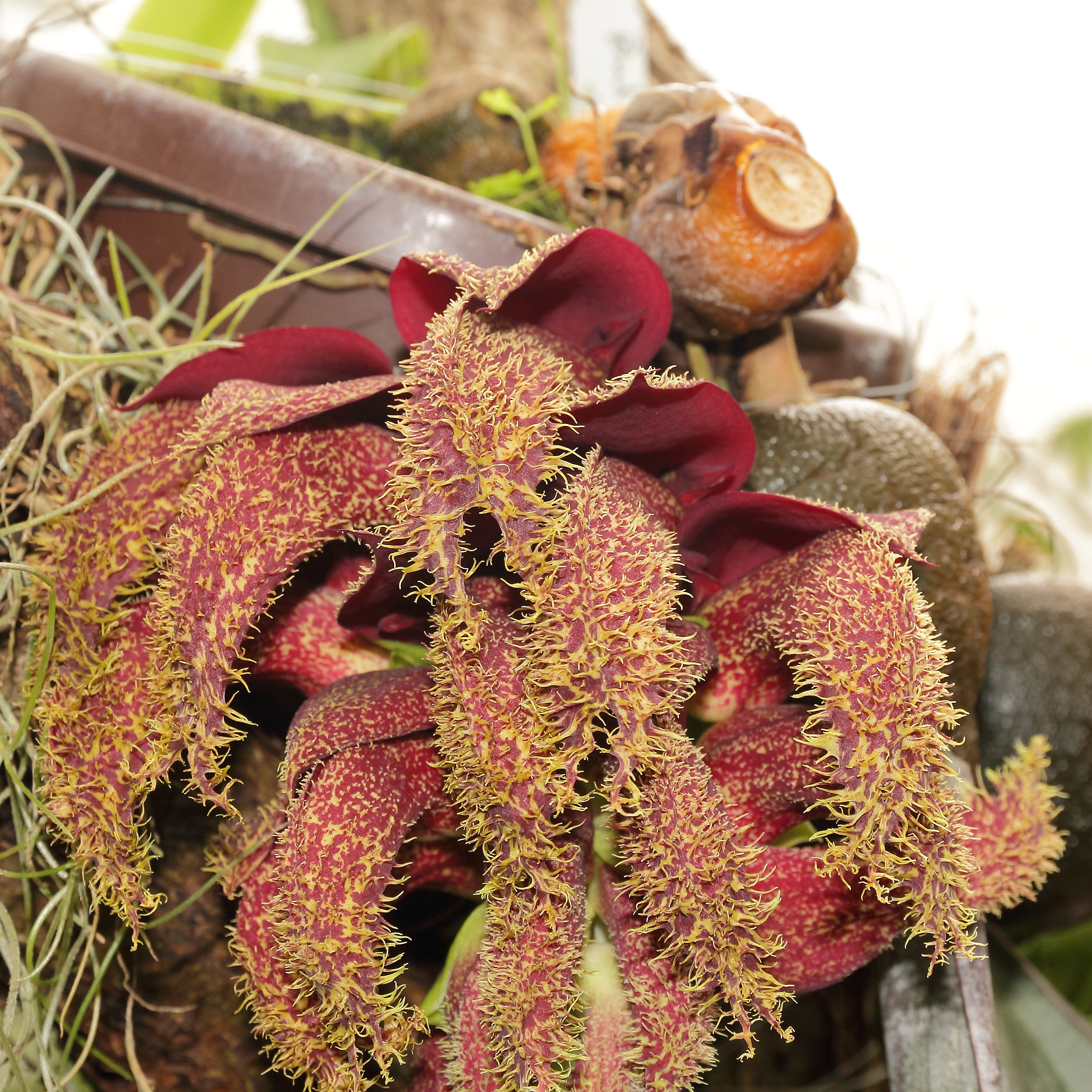
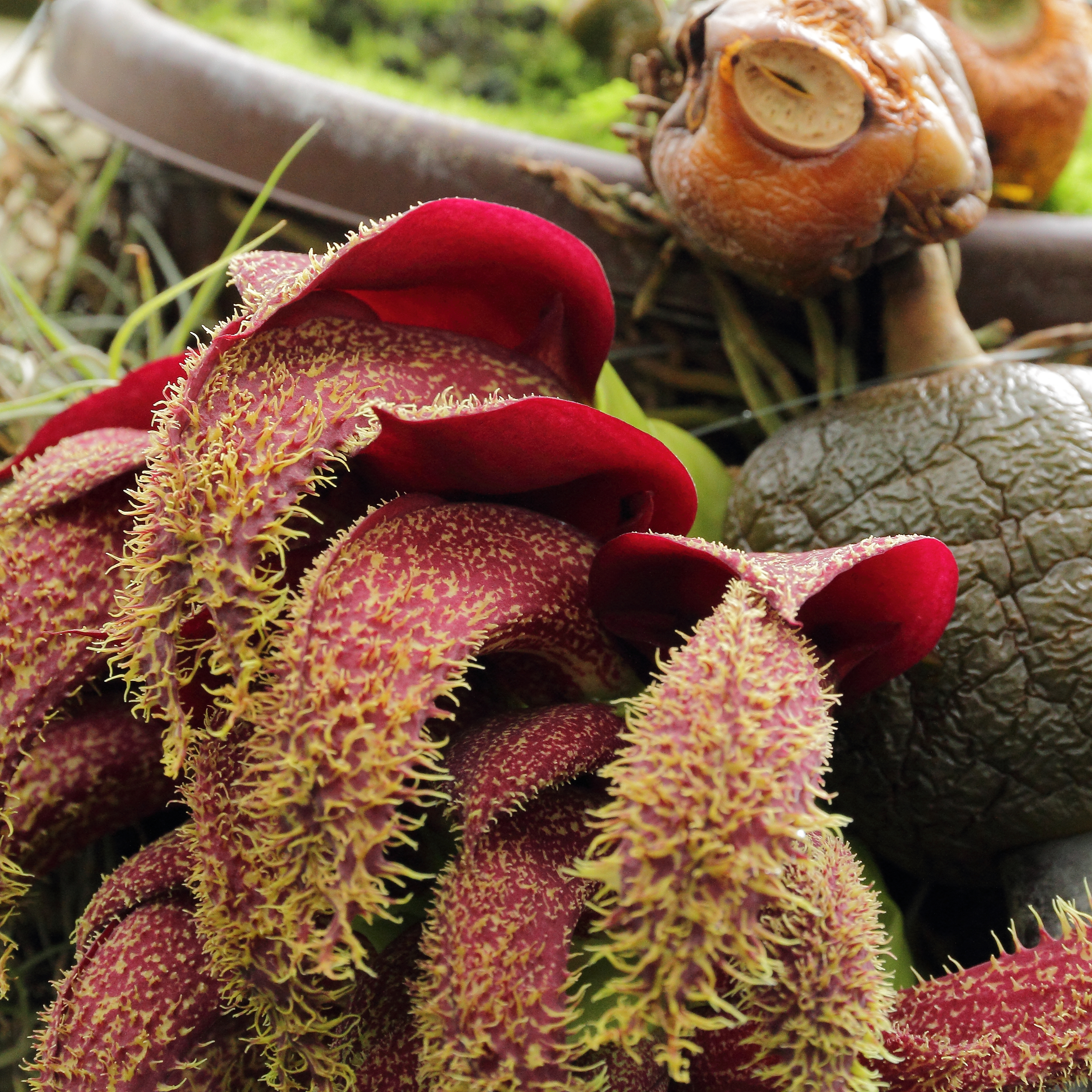